# Apatetor simplex
Apatetor simplex är en stekelart som beskrevs av Heinrich 1938. Apatetor simplex ingår i släktet Apatetor och familjen brokparasitsteklar. Inga underarter finns listade i Catalogue of Life.